# Alexei Filippenko
Alexei Vladimir Filippenko (Oakland, California, 25 de Julho, 1958) é um astrofísico estadunidense, professor de astronomia da Universidade de Berkeley.

## Vida
Obteve seu PhD em 1984 no Instituto de Tecnologia da Califórnia. É especialista nas áreas de supernovas, galáxias ativas, buracos negros, gamma-ray bursts, e na expansão do universo. Suas pesquisas são documentadas em cerca de 500 artigos publicados, e estão sendo reconhecidas por vários prêmios importantes. Ele é um dos mais bem citados astrônomos do mundo.
Filippenko ganhou o prêmio de ensino de qualidade em Berkeley, e foi eleito o  "Melhor Professor" no campus cinco vezes. Em 2006, foi selecionado entre instituições graduadas para o prêmio Carnegie/CASE como o professor do ano. Ele produziu três cursos de astronomia em vídeo junto com a The Teaching Company e foi co-autor de um livro didático que recebeu um prêmio.
Ele é um ávido jogador de tênis e alpinista, gosta de viajar o mundo, e é viciado em vivenciar eclipses solares totais (8 em contagem).

## Pesquisa
Filippenko é a única pessoa que foi membro do Supernova Cosmology Project e da High-Z Supernova Search Team, que usou observações de supernovas extragalácticas Tipo Ia para descobrir o universo em aceleração e sua existência implícita de energia escura. A descoberta foi votada como o maior avanço científico de 1998 pela revista Science  e resultou no Prêmio Nobel de Física de 2011 concedido aos líderes das duas equipes do projeto.
Filippenko desenvolveu e opera o Katzman Automatic Imaging Telescope (KAIT), um telescópio totalmente robótico que conduz o Lick Observatory Supernova Search (LOSS). Durante os anos de 1998 a 2008, foi de longe a busca mais bem-sucedida do mundo por supernovas relativamente próximas, encontrando mais de 650 delas.
Sua pesquisa, concentrada na espectroscopia óptica, mostrou que muitas supernovas de colapso do núcleo resultam de estrelas massivas com envelopes parcialmente ou altamente despojados, ajudou a estabelecer a subclasse Tipo IIn caracterizada por ejeção interagindo com gás circunstelar, identificou observacionalmente os progenitores de algumas supernovas, revelou que muitas supernovas são bastante asféricas e mostrou que as supernovas Tipo Ia exibem considerável heterogeneidade - crucial para o desenvolvimento de métodos para calibrá-las para determinações precisas de distância.
Os primeiros trabalhos de Filippenko mostraram que os núcleos das galáxias próximas mais brilhantes exibem atividade fisicamente semelhante à dos quasares, impulsionados pela acreção de gás em um buraco negro supermassivo. Ele também é membro da Equipe Nuker, que usa o Telescópio Espacial Hubble para examinar buracos negros supermassivos e determinou a relação entre a massa do buraco negro central de uma galáxia e a dispersão de velocidade.  Em meia dúzia de estrelas binárias de raios-X, ele forneceu evidências dinâmicas convincentes para um buraco negro de massa estelar. Seu telescópio robótico (KAIT) fez algumas das primeiras medições dos brilhos ópticos de rajadas de raios gama.

O índice "incita" da Thompson-Reuters classificou Filippenko como o pesquisador mais citado em ciência espacial no período de dez anos entre 1996 e 2006.